# Y tu mamá también
Pour plus de détails, voir Fiche technique et Distribution.
Y tu mamá también ou Et même ta mère ou Et… ta mère aussi au Canada francophone est un film mexicain réalisé par Alfonso Cuarón, sorti en 2001.

## Synopsis
Tenoch et Julio sont deux amis, en fin d'adolescence, insouciants, fêtards et dragueurs. Ils rencontrent Luisa, une cousine espagnole de Tenoch, à un mariage familial somptueux. Luisa, jeune trentenaire, est bouleversée quelques jours plus tard par des problèmes de couple. Sur une proposition de Tenoch et Julio, elle décide de les accompagner pendant quelques jours sur la côte du Pacifique. Durant ce road movie, le trio se forme, se cherche et d'une certaine manière se trouve. Mais Luisa semble cacher un malheur plus profond…

## Fiche technique
- Titre français : Y tu mamá también ou Et même ta mère
- Titre québécois : Et… ta mère aussi
- Titre original : Y tu mamá también
- Réalisation : Alfonso Cuarón
- Scénario : Carlos Cuarón et Alfonso Cuarón
- Production : Alfonso Cuarón et Jorge Vergara
- Budget : 5 millions de dollars
- Musique : Natalie Imbruglia, Frank Zappa et Miho Hatori
- Photographie : Emmanuel Lubezki
- Montage : Alfonso Cuarón, Alex Rodríguez
- Décors : Miguel Ángel Álvarez
- Costumes : Gabriela Diaque
- Pays d'origine : Mexique
- Langue : espagnol
- Format : Couleurs - 1,85:1 - Dolby Digital - 35 mm
- Genre : Drame
- Durée : 105 minutes
- Date de sortie : 14 novembre 2001
- Film interdit en salles en France au moins de douze ans.

## Distribution
- Maribel Verdú : Luisa Cortés
- Gael Garcia Bernal : Julio Zapata
- Diego Luna : Tenoch Iturbide
- Diana Bracho : Silvia Allende de Iturbide
- Andrés Almeida : Diego « Saba » Madero

## Autour du film
- Le tournage s'est déroulé au Mexique.

## Récompenses
- Prix du meilleur scénario lors du Festival de Venise 2002.
- Nomination pour l'Oscar du meilleur scénario original en 2002.